# هراس تماس تلفنی
فوبیای تماس تلفنی (به انگلیسی: telephonophobia) به هر نوع واهمه یا اضطرابی که از برقراری تماس تلفنی برای شخص اتفاق می‌افتد گفته می‌شود. این ترس از پاسخ‌دادن یا تماس‌گرفتن را شامل می‌شود. کسانی که اختلال اضطراب اجتماعی ندارند هم ممکن است از برقراری تماس تلفنی ترس داشته باشند؛ آنها ممکن است در تعاملات مستقیم اجتماعی راحت‌تر باشند، شاید به این دلیل که تنظیمات چهره‌به‌چهره، آنها را قادر می‌سازد که نشانه‌های غیر کلامی مانند علامت چهره را بخوانند. با این حال، افراد مبتلا به اختلال اضطراب اجتماعی به‌وضوح از سوی دیگران رنج می‌برند.